# MacDraw
MacDraw（まっくどろー）はMacPaintとともにApple Computerの初期のMacintoshに同梱されていたグラフィックソフトウエア。MacintoshのグラフィカルAPIであるQuickDrawの機能をそのままアプリケーション化したもの。単独のアプリケーションとしては、その後クラリスドローとなり、さらに「AppleWorks」の一部となった。
内部表現としては基本的に画面左上を座標原点とする「ベクタ形式」だが、ラスタ形式のオブジェクトも保持できる。
ファイル保存形式は「PICT」。

## 参考資料
- 「入門CGデザイン」（CG-ARTS協会）